# Stețkî, Starokosteantîniv
Stețkî (în ucraineană Стецьки) este localitatea de reședință a comunei Stețkî din raionul Starokosteantîniv, regiunea Hmelnîțkîi, Ucraina.

## Demografie
Componența lingvistică a localității Stețkî
     Ucraineană (97,4%)
     Alte limbi (0,32%)
Conform recensământului din 2001, majoritatea populației localității Stețkî era vorbitoare de ucraineană (97,4%), existând în minoritate și vorbitori de armeană (2,27%).